# Umrapur
Umrapur (a vegades Amrapur) fou un estat tributari protegit de l'agència de Kathiawar al prant de Halar, presidència de Bombai, format per dos pobles amb tres tributaris separats. Els ingresso s'estimaven el 1600 lliures i el tribut pagat al govern britànic era de 51 lliures. La superfície era de 21 km² i la població el 1881 de 1.804 habitants.